# Rio Piracicaba (kommun)
Rio Piracicaba är en kommun i Brasilien.   Den ligger i delstaten Minas Gerais, i den sydöstra delen av landet, 700 km sydost om huvudstaden Brasília. Antalet invånare är 14 167.
Följande samhällen finns i Rio Piracicaba:
- Rio Piracicaba

Omgivningarna runt Rio Piracicaba är huvudsakligen savann. Runt Rio Piracicaba är det ganska glesbefolkat, med 43 invånare per kvadratkilometer.